# Avot (plaats)
Avot is een gemeente in het Franse departement Côte-d'Or (regio Bourgogne-Franche-Comté) en telt 132 inwoners (2004). De plaats maakt deel uit van het arrondissement Dijon.

## Geografie
De oppervlakte van Avot bedraagt 21,4 km², de bevolkingsdichtheid is 6,2 inwoners per km².
De onderstaande kaart toont de ligging van Avot (plaats) met de belangrijkste infrastructuur en aangrenzende gemeenten.

## Demografie
Onderstaande figuur toont het verloop van het inwonertal (bron: INSEE-tellingen).